# Championnats d'Afrique d'haltérophilie 1994
Navigation
Édition précédente Édition suivante
Les championnats d'Afrique d'haltérophilie 1994 sont la 9e édition des championnats d'Afrique d'haltérophilie. Ils se déroulent en avril 1994 au Cap en Afrique du Sud,.
L'Algérie a remporté 18 médailles dont 5 en or, 9 en argent et 4 en bronze, se classant à la 2e place derrière l'Égypte, vainqueur de ces 9e championnats d'Afrique le 27 avril 1994.

## Médaillés
| Épreuve     | Or                          | Argent                    | Bronze                    |       |       |
| 54 kg       | 54 kg                       | 54 kg                     | 54 kg                     | 54 kg | 54 kg |
| ----------- | --------------------------- | ------------------------- | ------------------------- | ----- | ----- |
| Arraché     | Ali Hemid (EGY)             | Arbi Trab (TUN)           | Mohamed Benmoussa (ALG)   |       |       |
| Épaulé-jeté | Ali Hemid (EGY)             | Arbi Trab (TUN)           | Mohamed Benmoussa (ALG)   |       |       |
| Total       | Ali Hemid (EGY)             | Arbi Trab (TUN)           | Mohamed Benmoussa (ALG)   |       |       |
| 59 kg       |                             |                           |                           |       |       |
| Arraché     | Mohamed Ahmed Osman (EGY)   | Ridha Ayachi (TUN)        | Olivier Longue (CMR)      |       |       |
| Épaulé-jeté | Mohamed Ahmed Osman (EGY)   | Ridha Ayachi (TUN)        | Olivier Longue (CMR)      |       |       |
| Total       | Mohamed Ahmed Osman (EGY)   | Ridha Ayachi (TUN)        | Olivier Longue (CMR)      |       |       |
| 64 kg       |                             |                           |                           |       |       |
| Arraché     | Samson Matam (CMR)          | Ayaodabo Olumide (NGA)    | Azzedine Basbas (ALG)     |       |       |
| Épaulé-jeté | Azzedine Basbas (ALG)       | Samson Matam (CMR)        | Ayaodabo Olumide (NGA)    |       |       |
| Total       | Samson Matam (CMR)          | Azzedine Basbas (ALG)     | Ayaodabo Olumide (NGA)    |       |       |
| 70 kg       |                             |                           |                           |       |       |
| Arraché     | Abdelmounaim Yahiaoui (ALG) | Mojisola Oluwa (NGA)      | Azeddine El-Yabouri (MAR) |       |       |
| Épaulé-jeté | Abdelmounaim Yahiaoui (ALG) | Azeddine El-Yabouri (MAR) | Mojisola Oluwa (NGA)      |       |       |
| Total       | Abdelmounaim Yahiaoui (ALG) | Azeddine El-Yabouri (MAR) | Mojisola Oluwa (NGA)      |       |       |
| 76 kg       |                             |                           |                           |       |       |
| Arraché     | Rafat Galal (EGY)           | Semin Olalekan (NGA)      | Claude Kamdem (CMR)       |       |       |
| Épaulé-jeté | Rafat Galal (EGY)           | Semin Olalekan (NGA)      | Claude Kamdem (CMR)       |       |       |
| Total       | Rafat Galal (EGY)           | Semin Olalekan (NGA)      | Claude Kamdem (CMR)       |       |       |
| 83 kg       |                             |                           |                           |       |       |
| Arraché     | Armen Khalil (EGY)          | Nasser Helal (EGY)        | Silvio Samuel (NGA)       |       |       |
| Épaulé-jeté | Nasser Helal (EGY)          | Armen Khalil (EGY)        | Silvio Samuel (NGA)       |       |       |
| Total       | Nasser Helal (EGY)          | Armen Khalil (EGY)        | Silvio Samuel (NGA)       |       |       |
| 91 kg       |                             |                           |                           |       |       |
| Arraché     | Alphonse Matam (CMR)        | Abdelaziz Mezouar (ALG)   | Nasser Galal (EGY)        |       |       |
| Épaulé-jeté | Abdelaziz Mezouar (ALG)     | Alphonse Matam (CMR)      | Nasser Galal (EGY)        |       |       |
| Total       | Alphonse Matam (CMR)        | Abdelaziz Mezouar (ALG)   | Nasser Galal (EGY)        |       |       |
| 99 kg       |                             |                           |                           |       |       |
| Arraché     | Khaled Korany (EGY)         | Djamel Aggoune (ALG)      | Jean Bilong (CMR)         |       |       |
| Épaulé-jeté | Khaled Korany (EGY)         | Djamel Aggoune (ALG)      | Jean Bilong (CMR)         |       |       |
| Total       | Khaled Korany (EGY)         | Djamel Aggoune (ALG)      | Jean Bilong (CMR)         |       |       |
| 108 kg      |                             |                           |                           |       |       |
| Arraché     | Georges Wadja (CMR)         | Tharwat Bendary (EGY)     | Ahmed Jorhomi (MAR)       |       |       |
| Épaulé-jeté | Tharwat Bendary (EGY)       | Georges Wadja (CMR)       | Ahmed Jorhomi (MAR)       |       |       |
| Total       | Tharwat Bendary (EGY)       | Georges Wadja (CMR)       | Ahmed Jorhomi (MAR)       |       |       |
| +108 kg     |                             |                           |                           |       |       |
| Arraché     | Nadah El-Mahgoub (EGY)      | Ali Ben Medjghaia (ALG)   | Najih Mlayeh (TUN)        |       |       |
| Épaulé-jeté | Nadah El-Mahgoub (EGY)      | Ali Ben Medjghaia (ALG)   | Najih Mlayeh (TUN)        |       |       |
| Total       | Nadah El-Mahgoub (EGY)      | Ali Ben Medjghaia (ALG)   | Najih Mlayeh (TUN)        |       |       |

## Tableau des médailles
| Rang | Nation   | Or | Argent | Bronze | Total |
| ---- | -------- | -- | ------ | ------ | ----- |
| 1    | Égypte   | 20 | 4      | 3      | 27    |
| 2    | Algérie  | 5  | 9      | 4      | 18    |
| 3    | Cameroun | 5  | 4      | 9      | 18    |